# Ray Charles
Ray Charles bilo je umjetničko ime Raymonda Charlesa Robinsona (Albany, Georgia, 23. rujna 1930. – Beverly Hills, Kalifornija, 10. lipnja 2004.), američkog glazbenika. Bio je američki pionir glasovira u soulu, koji je oblikovao zvuk rhythm and bluesa. U country i pop glazbu unio je dah soula, a obradu pjesme "America the Beautiful" nazivaju klasikom, kao i čovjeka koji ju je izvodio.
Frank Sinatra zvao ga je "jedinim pravim genijem u show biznisu", a 2004. godine časopis Rolling Stone postavio ga među prvih deset u svom popisu stotine besmrtnika.

## Životopis

### Počeci
Rodio se u gradu Albanyu, država Georgia u SAD-u. Roditelji su mu bili Bailey i Aretha Robinson. Otac je napustio obitelj vrlo rano. Kad je imao pet godina, umro mu je godinu dana mlađi brat koji se utopio u kadi na otvorenome. Nedugo nakon toga počela ga je napadati sljepoća, a sa samo sedam godina potpuno je oslijepio. Nikad sa sigurnošću nije otkrio razlog za ovakav invaliditet, no glasine kruže da je to posljedica glaukoma. Pohađao je Floridsku školu za gluhe i slijepe u mjestu St. Augustin. Nakon tog iskustva, ide živjeti samostalno. Nadaren za glazbu, svirao je klavir. Majka i otac mu umiru. 17 godina bio je teški ovisnik o heroinu. Uhićen je triput, ali nije bio u zatvoru nakon uspješnog odvikavanja. Kažnjen je godinom dana uvjetne kazne 1966. godine. Snimio je mnogo ploča i mnogo hitova. Poznata je pjesma „Hit the road Jack.“ Žestoki protivnik rasne segregacije i nasilja nad crnim stanovništvom Amerike, otkazao je koncert 1961. zbog toga što su u dvorani bila rasno podijeljena sjedala. Ženio se dva puta, ali se oba puta razveo. Ipak sa sedam različitih žena začeo je 12-ero djece, a nadživjelo ga je 21 unuče i petero praunučadi. U 73. godini umro je od bolesti jetre na Beverly Hillsu.